# الكنيسة الصربية الأرثوذكسية
الكنيسة الصربية الأرثوذكسية (بالصربية: Српска православна црква / СПЦ)، هي كنيسة أرثوذكسية شرقية مستقلة تتمركز في صربيا، الجبل الأسود، و‌البوسنة والهرسك. يأتي ترتيبها في المرتبة السادسة بين الكنائس الأرثوذكسية بعد القسطنطينية، الإسكندرية، أنطاكية، القدس و‌موسكو.
بالنسبة للصرب الجنوبيين، خاصةً في دوكليا وترافونيا (مونتينيغرو الحالية) فقد اختلف ولاءهم لفترة طويلة بين روما الكاثوليكية والقسطنطينية الأرثوذكسية، حتى رجحت الكفة في النهاية لتلك الأخيرة. بحسب تقليد الكنيسة فإن المسيحية وصلت للصرب بفضل جهود المبشرين أندراوس و‌كيرلس وميثوديوس، أما مؤسسها ومنظمها الحقيقي فهو القديس سافا، والذي كان أول رئيس أساقفة على صربيا وذلك في القرن الثالث عشر.
الكنيسة الصربية مؤلفة من 44 أسقفية، يتبع لها الكثير من الأديرة القديمة التي ترجع للقرنين الثالث عشر والرابع عشر، ويقدر عدد أتباع هذه الكنيسة بعشرة ملايين شخص.

## بطاركة الكنيسة الصربية الأرثوذكسية
في عام 1879 استقلت الكنيسة الصربية عن القسطنطينية لتصبح عام 1920في مرتبة البطريركية، وتوالى على كرسيها البطريركي :
- ديميتروس (12 سبتمبر 1920 - 6 أبريل 1930)
- البطريرك فرنافا (12 مايو 1930 - 23 يوليو 1937)
- البطريرك جبرائيل (21 فبراير 1938 - 7 مايو 1950)
- البطريرك فيكنديوس (1 يوليو 1950 - 5 يوليو 1958)
- البطريرك جرمانوس (14 سبتمبر 1958 - 30 نوفمبر 1990)
- البطريرك بولس (1 ديسمبر 1990 - 15 نوفمبر 2009)
- البطريرك إيريناوس (23 يناير 2010 - 20 نوفمبر 2020)
- البطريرك بورفيريوس (18 فبراير 2021 - حتى الآن)

## الانتشار

### صربيا

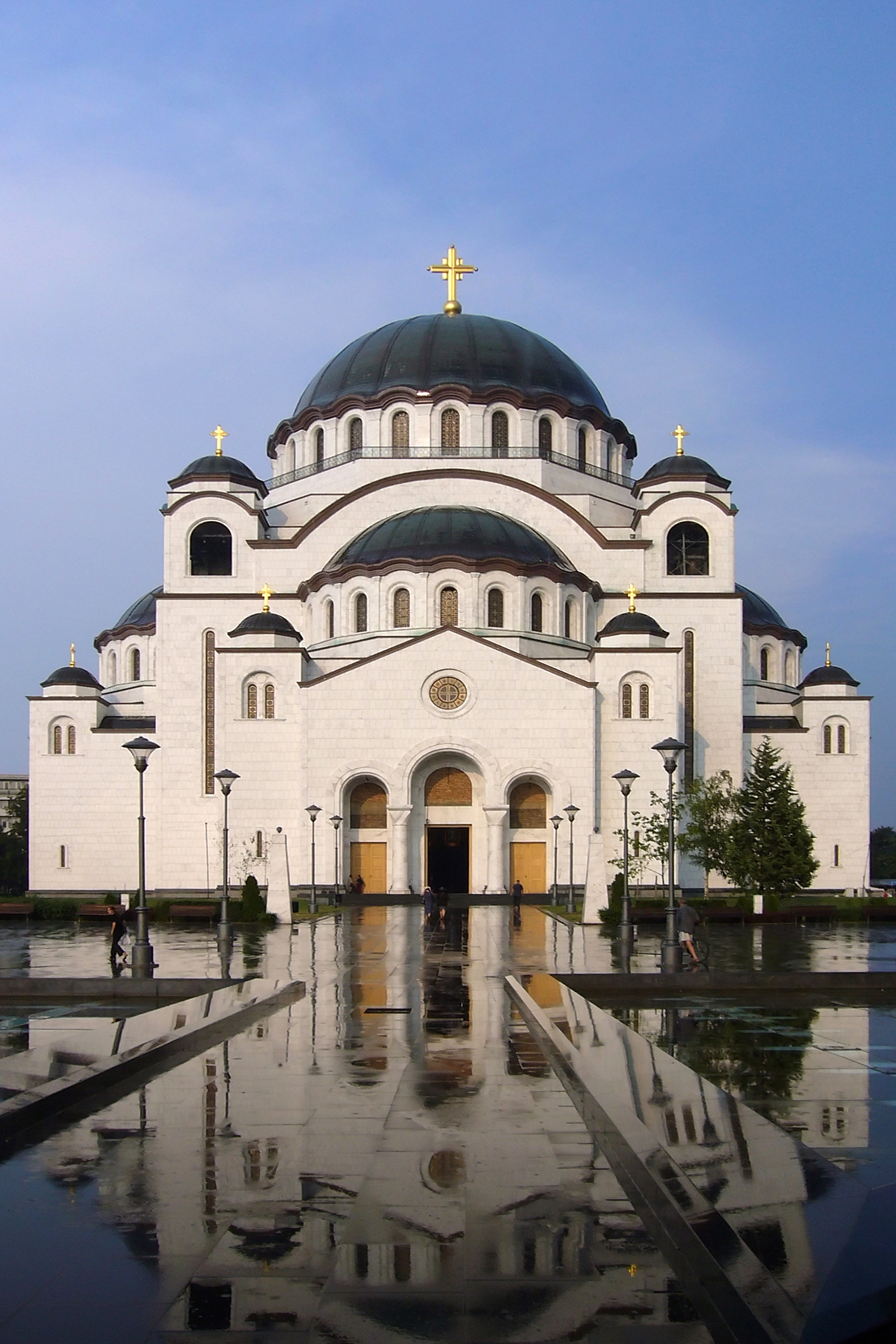
كاتدرائية القديس سافا في بلغراد، وهي واحدة من أكبر الكنائس الأرثوذكسية في العالم.

معظم مواطني صربيا هم من أتباع الكنيسة الصربية الأرثوذكسية، في حين أن الكنيسة الرومانية الأرثوذكسية متواجدة أيضًا في أجزاء من فويفودينا التي تسكنها الأقلية العرقية الرومانية. وإلى جانب الصرب، أتباع المسيحية الأرثوذكسية الأخرى تشمل: المونتنغريين و‌الرومانيين و‌المقدونيين و‌الأوكرانيين و‌البلغار و‌الروس و‌اليونانيين والفلاش و‌الغجر.
الأرثوذكسية المسيحية هي السائدة في معظم صربيا، باستثناء عدة بلديات ومدن قريبة من الحدود مع الدول المجاورة حيث معتنقي الإسلام أو المسيحية الكاثوليكية هي أكثر عددًا وكذلك استبعاد بلديتين بروتستانتيتين في الغالب في فويفودينا وإقليم كوسوفو، والتي معظم سكانها من المسلمين. العقيدة الأرثوذكسية تسود أيضًا في معظم المدن الكبيرة في صربيا، باستثناء مدينتي سوبوتيتسا (التي تقطنها غالبية كاثوليكية) ونوفي بازار (التي تقطنها غالبية مسلمة).
وتاريخيًا هوية الصرب اعتمدت بشكل كبير على المسيحية الأرثوذكسية وعلى الكنيسة الأرثوذكسية الصربية. وتأخذ الأعياد المسيحية أهمية في حياة الأسرة الصربية مثل عيد سلافا وهو تقليد أرثوذكسي لتبجيل قديس معين والذي يعتبر شفيع الاسرة، وعيد الميلاد و‌عيد القيامة.
بالنسبة للصرب الجنوبيين، خاصةً في دوكليا وترافونيا (مونتينيغرو الحالية) فقد اختلف ولاؤهم لفترة طويلة بين روما الكاثوليكية والقسطنطينية الأرثوذكسية، حتى رجحت الكفة في النهائية لتلك الأخيرة. بحسب تقليد الكنيسة فأن المسيحية وصلت للصرب بفضل جهود المبشرين أندراوس، كيرلس وميثوديوس، أما مؤسسها ومنظمة الحقيقي فهو القديس سافا، والذي كان أول رئيس أساقفة على صربيا وذلك في القرن الثالث عشر.
في عام 1879 استقلت الكنيسة الصربية عن القسطنطينية لتصبح عام 1920 في مرتبة البطريركية. منذ النصف الثاني من القرن 19، تحويل بعض الصرب إلى البروتستانتية، في حين كانت بعض الصرب تاريخًيا تحولوا إلى الكاثوليكية (وخاصًة في دالماتيا بكرواتيا)، خاصًة إلى الكاثوليكية الشرقية.

## وصلات خارجية
- الموقع الرسمي للكنيسة الصربية الأرثوذكسية
- الموسوعة البريطانية